# 社川村
社川村（やしろがわむら）は、かつて福島県東白川郡に存在した村。

## 地理
現在の棚倉町の北部に位置する。
村内には社川が流れている。

## 歴史
村名は村内に流れる社川に由来する。

### 村域の変遷
- 1889年（明治22年）4月1日 - 町村制施行により、上台村、板橋村、玉野村、一色村、福井村、堤村、逆川村、天王内村、檜木村、小菅生村、花園村、仁公儀村が合併し、東白川郡社川村が発足。
- 1910年（明治43年）4月1日 - 仁公儀、花園、檜木が棚倉町に編入。
- 1955年（昭和30年）1月1日 - （旧）棚倉町、近津村、高野村、山岡村と合併し、改めて棚倉町が発足。同日社川村廃止。
- 1966年（昭和41年） - 旧村域の一部（金沢内、天王内の各一部）が表郷村に編入。
- 1970年（昭和45年） - 旧村域の一部（堤、金沢内の各一部）が表郷村に編入。

変遷表
| 1868年 以前 | 1868年 以前    | 明治22年 4月1日 | 明治43年      | 昭和30年 1月1日 | 昭和41年 | 昭和45年       | 平成17年 11月7日 | 現在   |
| ----------- | -------------- | --------------- | ------------- | --------------- | -------- | -------------- | ---------------- | ------ |
|             | 上台村         | 社川村          | 社川村        | 棚倉町          | 棚倉町   | 棚倉町         | 棚倉町           | 棚倉町 |
|             | 板橋村         | 社川村          | 社川村        | 棚倉町          | 棚倉町   | 棚倉町         | 棚倉町           | 棚倉町 |
|             | 玉野村         | 社川村          | 社川村        | 棚倉町          | 棚倉町   | 棚倉町         | 棚倉町           | 棚倉町 |
|             | 一色村         | 社川村          | 社川村        | 棚倉町          | 棚倉町   | 棚倉町         | 棚倉町           | 棚倉町 |
|             | 福井村         | 社川村          | 社川村        | 棚倉町          | 棚倉町   | 棚倉町         | 棚倉町           | 棚倉町 |
|             | 堤村           | 社川村          | 社川村        | 棚倉町          | 棚倉町   | 棚倉町         | 棚倉町           | 棚倉町 |
|             | 逆川村         | 社川村          | 社川村        | 棚倉町          | 棚倉町   | 棚倉町         | 棚倉町           | 棚倉町 |
|             | 天王内村       | 社川村          | 社川村        | 棚倉町          | 棚倉町   | 棚倉町         | 棚倉町           | 棚倉町 |
|             | 金沢内村       | 社川村          | 社川村        | 棚倉町          | 棚倉町   | 棚倉町         | 棚倉町           | 棚倉町 |
|             | 小菅生村       | 社川村          | 社川村        | 棚倉町          | 棚倉町   | 棚倉町         | 棚倉町           | 棚倉町 |
|             | 檜木村         | 社川村          | 棚倉町 に編入 | 棚倉町          | 棚倉町   | 棚倉町         | 棚倉町           | 棚倉町 |
|             | 花園村         | 社川村          | 棚倉町 に編入 | 棚倉町          | 棚倉町   | 棚倉町         | 棚倉町           | 棚倉町 |
|             | 仁公儀村       | 社川村          | 棚倉町 に編入 | 棚倉町          | 棚倉町   | 棚倉町         | 棚倉町           | 棚倉町 |
|             | 堤村の一部     | 社川村          | 社川村        | 棚倉町          | 棚倉町   | 表郷村 に編入  | 白河市           | 白河市 |
|             | 金沢内村の一部 | 社川村          | 社川村        | 棚倉町          | 棚倉町   | 表郷村 に編入  | 白河市           | 白河市 |
|             | 表郷村 に編入  | 社川村          | 社川村        | 棚倉町          | 表郷村   |                | 白河市           | 白河市 |
|             | 表郷村 に編入  | 社川村          | 社川村        | 棚倉町          | 表郷村   | 天王内村の一部 | 白河市           | 白河市 |

## 大字
- 上台（うわだい）
- 板橋（いたばし）
- 玉野（たまの）
- 一色（いっしき）
- 福井（ふくい）
- 堤（つつみ）
- 逆川（さかさがわ）
- 天王内（てんのううち）
- 金沢内（かなざわうち）
- 小菅生（こすごう）

## 人口・世帯

### 人口
総数 [単位： 人]
| 1889年（明治22年） | 2,004 |
| 1920年（大正 9年） | 2,002 |
| 1947年（昭和22年） | 3,256 |

### 世帯
総数 [単位： 世帯]
| 1920年（大正 9年） | 376 |
| 1947年（昭和22年） | 533 |

## 交通

### 鉄道
- 日本国有鉄道（ → 東日本旅客鉄道）
  - 白棚線（昭和19年12月11日に廃止）
    - 金沢内駅

### 道路
- 二級国道
  - 国道118号